# Oxydia bilinea
Oxydia bilinea är en fjärilsart som beskrevs av William Schaus 1911. Oxydia bilinea ingår i släktet Oxydia och familjen mätare. Inga underarter finns listade i Catalogue of Life.